# Dora Ferreira da Silva
Dora Ferreira da Silva (Conchas, 1 de julio de 1918-São Paulo, 6 de abril de 2006) fue una poetisa, profesora, editora y traductora brasileña. Casada con el filósofo Vicente Ferreira da Silva, fundó y dirigió junto a él la revista Diálogo en la década de 1950, mientras que a fines de la década de 1960 fundó la revista Cavalo Azul.
Se graduó del instituto de educación de la Universidad de São Paulo y trabajó como profesora de historia del arte y religiones. Su nombre fue bien conocido en el área de la traducción, donde realizó un trabajo importante, aunque también incursionó como escritora al publicar su primer libro en la década de 1970. Aquí destacó principalmente en el ámbito poético de índole filosófico: ganó tres veces el Premio Jabuti de Literatura en 1971, 1996 y 2005; además, recibió el Premio ABL de Poesía otorgado por la Academia Brasileña de Letras por su libro Poesia reunida.

## Obras
- Andanças (autoedición, 1970 - Premio Jabuti).
- Uma via de ver as coisas (Editora Duas Cidades, 1973).
- Menina e seu mundo (Massao Ohno, 1976).
- Jardins (Esconderijos) (autoedición, 1979).
- Talhamar (Massao Ohno, 1982).
- Tauler e Jung (Paulus, 1987), en colaboración Hubert Lepargneur.
- Retratos da origem (Roswhita Kempf, 1988).
- Poemas da estrangeira (Massao Ohno, 1996 - Premio Jabuti).
- Poemas em fuga (Massao Ohno, 1997).
- Poesia Reunida (Topbooks, 1999 - Premio ABL de Poesía).
- Cartografia do Imaginário (T.A. Queiroz, 2003).
- Hídrias (Odysseus, 2005 - Premio Jabuti).
- O Leque (IMS, 2007).

### Traducciones
- Elegias de Dhuíno de Rainer Maria Rilke (Globo, 1972).
- Memórias, sonhos e reflexões de Carl Gustav Jung (Nova Fronteira, 1975).
- A poesia mística de San Juan de la Cruz (Cultrix, 1982).
- Ângelus Silesius de T.A. Queiroz (1988), en colaboración con Hubert Lepargneur.
- Vida de Maria de Rainer Maria Rilke (Vozes, 1994).